# Elektropozitivita
Elektropozitivita je schopnost atomu uvolňovat valenční elektrony a vytvářet kationt. Elektropozitivita atomu je ovlivněna jeho atomovým číslem a vzdáleností valenčních elektronů od nabitého jádra.
Vyšší hodnotu elektropozitivity mají ty prvky, které vznikem kationtu dosáhnou elektronové konfigurace předcházejícího vzácného plynu. Takové prvky se označují jako elektropozitivní prvky.
Elektropozitivita je opakem elektronegativity. Zatímco elektronegativita se v periodické tabulce v periodě (zleva doprava) zvyšuje a ve skupině (shora dolů) snižuje, elektropozitivita v periodě klesá a ve skupině se zvyšuje. Prvky v pravém horním rohu periodické tabulky (kyslík, síra, chlor) mají největší elektronegativitu a prvky v levém dolním rohu (rubidium, cesium a francium) mají největší elektropozitivitu.

## Definice elektropozitivity
Elektropozitivita je schopnost atomu daného prvku uvolňovat z valenční sféry elektrony a vytvářet kladně nabité ionty – kationty. Mírou této schopnosti je ionizační energie (ionizační potenciál). Je to energie potřebná k odtržení jednoho elektronu z volného atomu v základním stavu. Udává se v kilojoulech na mol (kJ.mol−1) nebo v elektronvoltech (eV) na jeden atom. Přepočet lze provést podle vztahu:
                                          kJ.mol−1 = 96,47 eV
Podle počtu uvolněných elektronů (ionizační stupeň) rozlišujeme první, druhou, třetí a další ionizační energii. S rostoucím stupněm ionizace se zvyšuje i hodnota ionizační energie.
Čím vyšší je ionizační energie potřebná k odtržení elektronu z atomu prvku, tím nižší je jeho elektropozitivita. Hodnota ionizační energie klesá od shora dolů ve skupině periodické tabulky a vzrůstá zleva doprava v rámci jedné periody této tabulky. Elektropozitivita se naopak ve skupině zvyšuje a v periodě klesá. 

## Vysoká elektropozitivita u kovů
Elektropozitivita souvisí s ionizační energií, která je potřebná k odtržení jednoho elektronu. Prvky s nízkou ionizační energií a vysokou elektropozitivitou snadno elektron uvolňují. Takovými prvky jsou kovy. Nejnižší ionizační energii a tím nejvyšší elektropozitivitu mají alkalické kovy. V jejich valenční sféře se nachází jediný elektron, který se snadno uvolňuje za vzniku kationtu.
Ze 118 prvků periodické tabulky je téměř 80 % kovů. Mezi typické fyzikální vlastnosti elementárních kovů patří kovový lesk, obvykle stříbrošedá barva, tvárnost a kujnost a většinou dobrá elektrická a tepelná vodivost. Tyto vlastnosti vyplývají z charakteru kovové vazby.

## Nízká elektropozitivita u nekovů
Podstatně menší skupinu prvků tvoří nekovy, které mají vysokou ionizační energii a nízkou elektropozitivitu. Elektron snadno přijímají za vzniku aniontu. Nízkou elektropozitivitu mají například kyslík, dusík, chlor. Vazebné možnosti nekovů jsou mnohem větší než u kovů a mají také rozmanitější fyzikální vlastnosti.